# Rodach (Main)
Die Rodach, zur Unterscheidung von ihrem linken Nebenfluss, der Wilden Rodach, bis zu deren Einmündung auch Zahme Rodach genannt, ist ein gut 53 km langer, rechter Nebenfluss des Mains im westlichen Frankenwald. Nicht weit entfernt gibt es einen gleichnamigen Nebenfluss der Itz.

## Name
Im 9. Jahrhundert wird die Rodach als Radaha erstmals schriftlich erwähnt. Das Bestimmungswort leitet sich vom althochdeutschen Wort rado „schnell, gewandt“ ab und wurde später zur Farbe rot umgedeutet.

## Geografie

### Verlauf

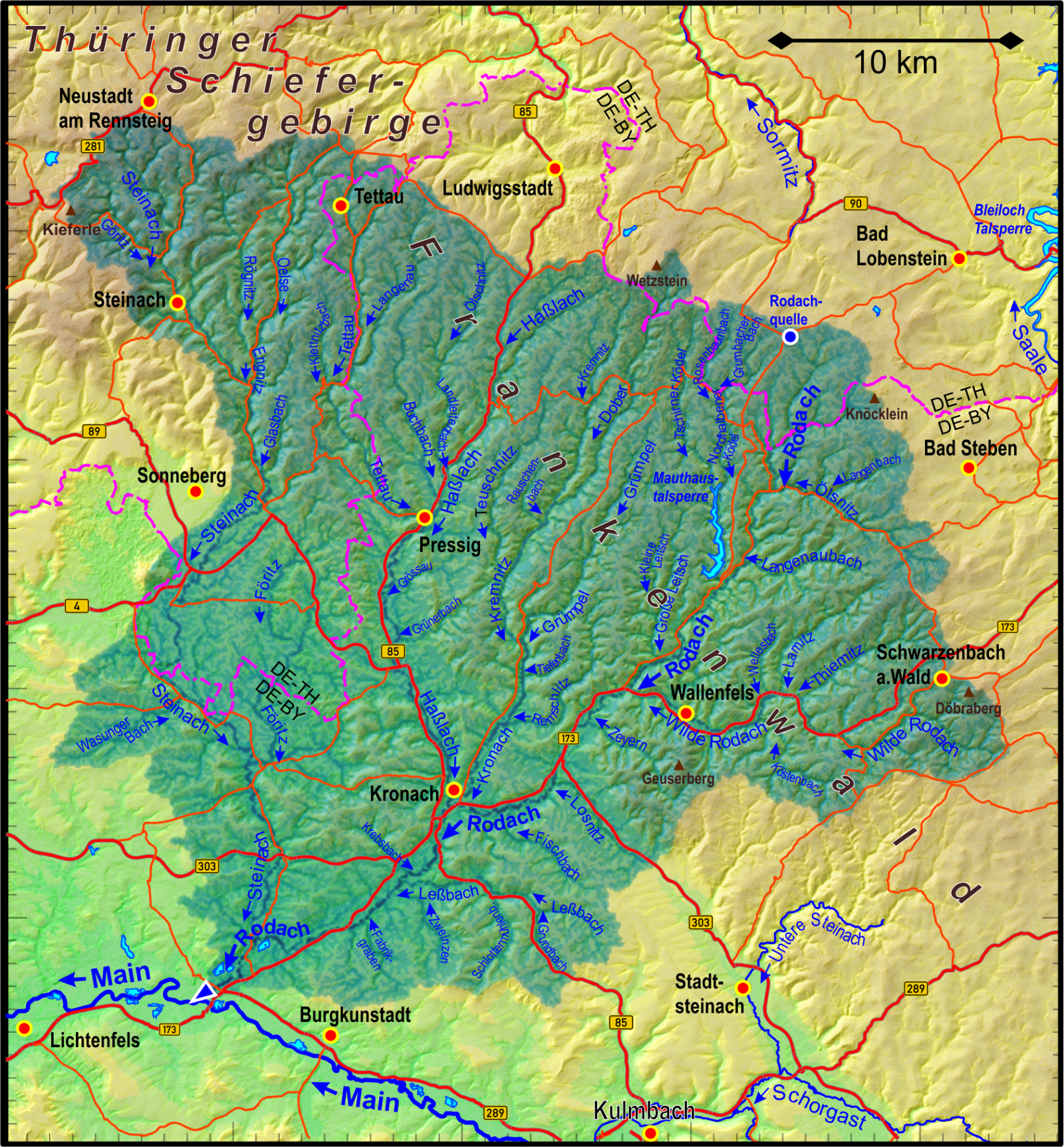
Einzugsgebiet der Rodach

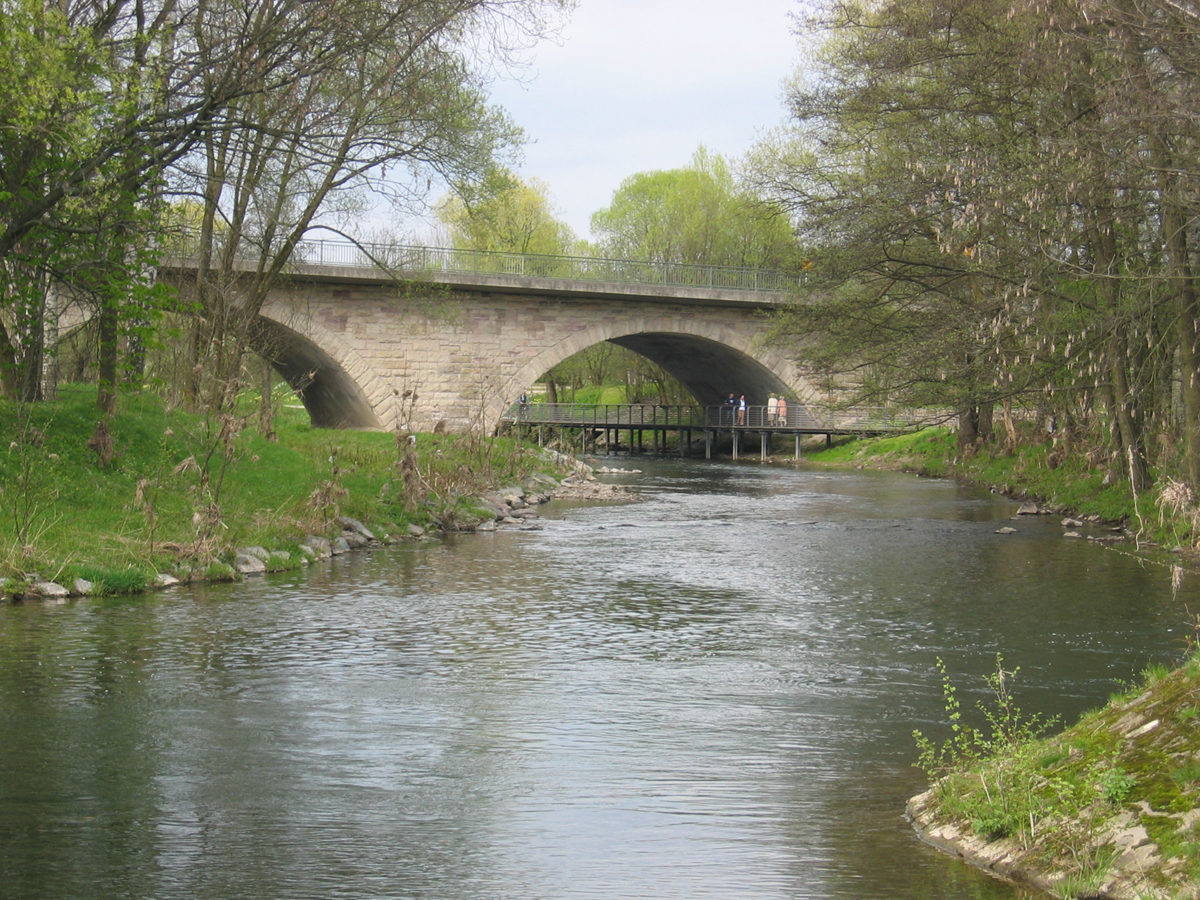
Die Haßlach in Kronach

Die Rodach entspringt auf zirka 690 m ü. NN bei Rodacherbrunn am Rennsteig im thüringischen Grenzgebiet, fließt von dort in südlicher Richtung und bildet zwischen den Zuflüssen Fränkische Muschwitz und Titschengrundbach auf 1,5 km die Grenze zwischen Bayern und Thüringen. Der Titschendorfer Floßteich war in früherer Zeit Ausgangspunkt für die Flöße, mit denen Holz aus dem Frankenwald bis in die Niederlande transportiert wurde. Knapp unterhalb von Nordhalben nimmt die Rodach von rechts die Ködel auf, welche kurz vorher noch die Trinkwassertalsperre Mauthaus speist. 

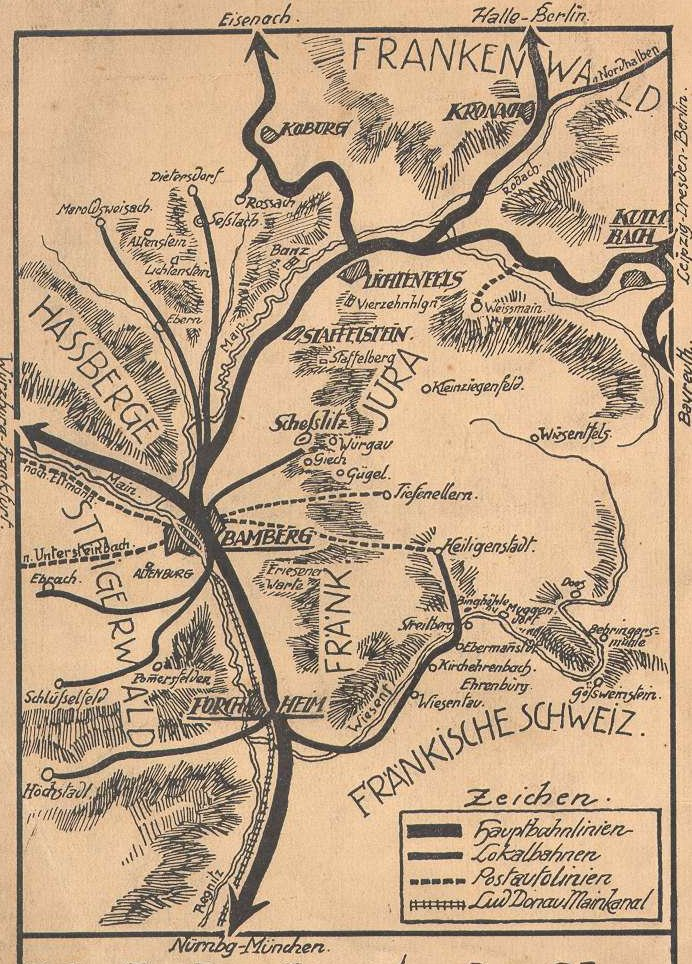
Verkehrskarte aus dem Jahr 1912 mit Rodach am oberen Rand

Im weiteren Verlauf wendet sie sich nach Südwesten, durchfließt die Marktgemeinden Steinwiesen und Marktrodach, ab der Einmündung der Wilden Rodach bei Erlabrück entlang der Bundesstraße 173, und erreicht die Stadt Kronach, wo von rechts die Haßlach zufließt. Weitere Orte an der Rodach sind Küps und Redwitz, ehe sie bei Marktzeuln auf zirka 270 m ü. NN in den Main mündet.

### Einzugsgebiet und Zuflüsse
Die Rodach entwässert den westlichen Teil des Frankenwaldes und den östlichen Rand des Thüringer Schiefergebirges. 
Das circa 1010 km² große Einzugsgebiet erstreckt sich zu 76 % auf Bayern und zu 24 % auf Thüringen.

| - Grunzebach (links) - Orlabach (links) - (Bach von (der) Spiendlers Ebene) (rechts) - (Bach von der Heinrichshöhe) (rechts) - Fränkische Muschwitz (links) - Titschengrundbach (rechts) - Ölsnitz (links) (9,3 km und 26,3 km²) - Steinbach (links) - Goldbach (links) - Dörrnbach (links) - Langenaubach (links) (6,08 km) - Kaugelbach (links) - Nurner Ködel (rechts) (14,6 km mit linkem Oberlauf Nordhalbener Ködel und 39,9 km²) - Weißbach (links) - Große Leitsch (rechts) (8,2 km und 15,6 km²) - Wilde Rodach (links) (21,9 km und 107,5 km²) - Finkenbach (rechts) | - Zeyern (links) (7,1 km und 10,4 km²) - Rehenbach (links in den linken Arm Mühlgraben) - Losnitz (links in den linken Arm Mühlgraben) - Fischbach (links in einen linken Nebenzweig) - Stübengraben (links) - Teufelsgraben (links) - Haßlach (rechts) (31,2 km und 321,1 km²) - Krebsbach (rechts) - Leßbach (links) (12,7 km und 40,3 km²) - Fabrikgraben (links) - Tüschnitzer Graben (rechts) - Teufelsgraben (links) - Weidigsgraben (rechts) - Steinach (rechts) (53,9 km und 285,0 km²) |

### Flusssystem Rodach
- Liste der Fließgewässer im Flusssystem Rodach

## Freizeit und Erholung

### Flößerweg
Die Rodach wird auf der ganzen Strecke vom Rodachwanderweg des Frankenwaldvereins begleitet, auch Flößerweg genannt. Die etwa 52 km lange Hauptroute beginnt bei Rodacherbrunn und endet an der Mündung der Rodach in den Main. Hinzu kommt die rund 25 km lange Nebenroute entlang der Wilden Rodach, die an der Quelle bei Rauhenberg beginnt und bei Erlabrück auf den Hauptweg bis zur Rodachmündung führt.

### Flusslehrpfad Rodach
Der Flussabschnitt zwischen Unterlangenstadt und Redwitz an der Rodach wurde um 2000 durch das Wasserwirtschaftsamt Bamberg zu einer naturnahen Auenlandschaft renaturiert. Durch das Areal führt ein Lehrpfad mit insgesamt 13 Infosäulen sowie einigen zusätzlichen für Kinder, die alle über Aspekte des Themenschwerpunkts Fluss und Aue informieren. Angelegt wurde der Lehrpfad als Dauerausstellung im Rahmen der Landesgartenschau 2002 in Kronach. Um die Auenlandschaft herum führt ein Fahrradweg, der Lehrpfad selber ist hingegen als Fußweg konzipiert. Am markantesten gestaltet sich der Rodachsteg, eine Fußgängerbrücke über die Rodach aus Stahl, die mit einer rund 10 m hohen Aussichtsplattform versehen ist.